# Joannes Serreius
Joannes Serreius, auch Jean Serrier (* 1574 in Badonviller; † nach 1613) war ein französischer Grammatiker und Lehrer für Französisch als Fremdsprache in Straßburg.

## Leben
Jo(h)annes Serreius (Jean Serrier) hatte ab 1613 das Bürgerrecht in Straßburg. Er ist vor allem bekannt für seine 1598 erschienene lateinisch geschriebene Grammatik des Französischen für Deutsche. Sie erlebte elf Auflagen und wurde 2005 mit französischer Übersetzung neu herausgegeben.

## Werke
- Grammatica Gallica compendiosa, vtilis, facilis et dilucida, in qua omnia ferè à varijs probatis & bonis authoribus vtiliter & scitè tradita, perspicua breuitate & ordine bono concinnata sunt, ita, vt quae anteà varijs hinc inde ex libris, cum taedio & molestia quaerenda erant, in hoc vnum volumen congesta & redacta sint, & à quouis huius linguae studioso vtiliter & fructuosè legi ac disci possint, Straßburg 1598
- Grammatica Gallica nova in praecepta justae artis redacta & novis observationibus aucta, Straßburg/Genf 1603
- Grammaire française (1623), hrsg. von Alberte Jacquetin-Gaudet, Paris 2005 (lateinisch und französisch)